# La Mise au tombeau (Jean de Joigny)
Pour les articles homonymes, voir La Mise au tombeau.
La Mise au tombeau est un chef-d'œuvre du sculpteur français Jean de Joigny, qui vivait à Valladolid (Castilla-et-León, Espagne). Il a été exécuté entre 1541 et 1545.
C'est une œuvre très importante du Musée national de la sculpture de Valladolid, dont la collection comprend d'autres œuvres précieuses de Joigny. L'architecture du retable où le groupe était installé n'a pas survécu.

## Histoire

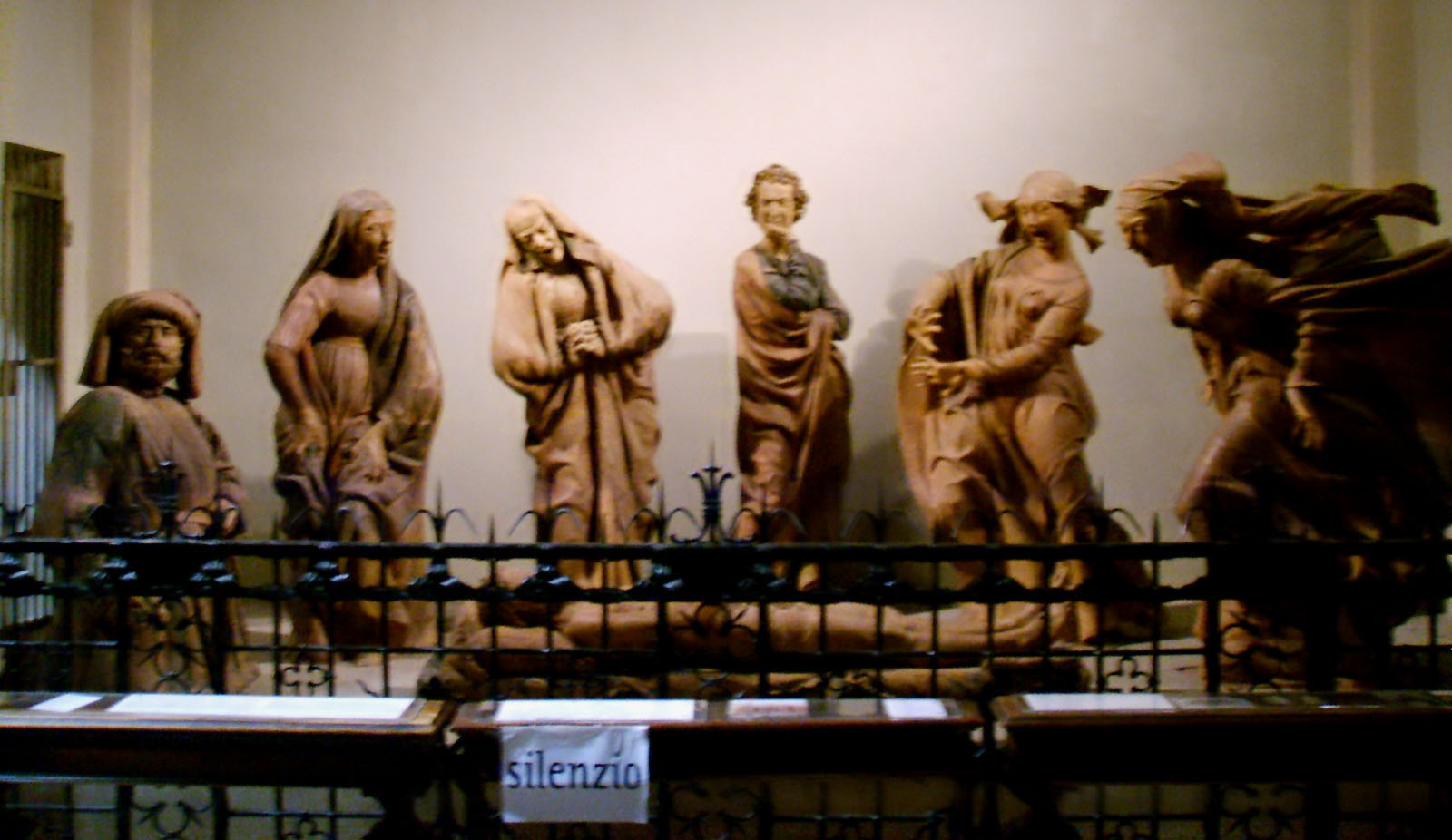
Pleurs sur le Christ mort, de Niccolò dell'Arca.

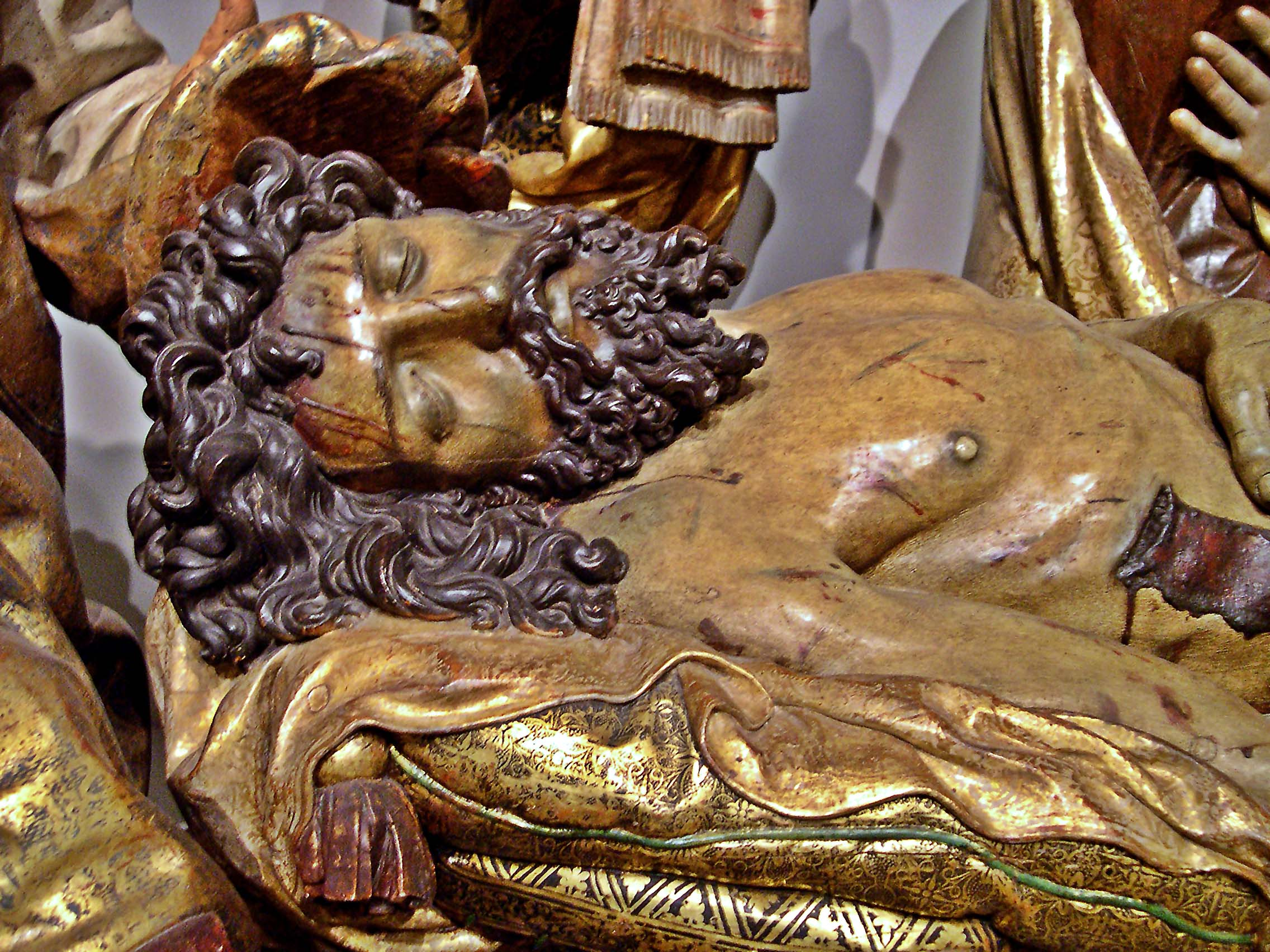
Détail du Christ.

Il s'agit du premier ensemble de sculptures documenté que Jean de Joigny a réalisé pour la ville de Valladolid, selon son premier testament écrit à Salamanque. Fray Antonio de Guevara a commandé l'ensemble de sculptures pour le placer dans le retable de sa chapelle funéraire récemment construite dans le couvent aujourd'hui disparu Saint-François. Démoli en 1836, cette œuvre a été sauvegardée par l'Etat.
Jean de Joigny a réalisé cette œuvre entre 1541 et 1545, exprimant un effet scénographique très réussi. Les origines thématiques de ses figures se trouvent dans sa Bourgogne natale (il est né à Joigny) où cette représentation du Christ mis au tombeau était courante, mais aussi en Italie, pays qui a tant influencé la Renaissance européenne et où Jean de Joigny a suivi une période de formation artistique. C'est là qu'il s'est probablement familiarisé avec des ensembles similaires, comme celui de Niccolò dell'Arca à Bologne. Malgré tout, le sculpteur fait preuve d'originalité et de traits très personnels. L'ensemble de sculptures est conservé au Musée national Colegio San Gregorio après le désamortissement.

## Description
L'ensemble est composé de sept personnages de taille plus grande que nature, chacun indépendant, à l'exception de l'ensemble formé par la Vierge et Saint Jean. Toutes les figures sont placées dans un décor théâtral très attrayant pour le spectateur. Chaque personnage a son propre rôle et cela se voit dans ses attitudes et les objets qu'il porte. L'ensemble est polychromé avec une grande qualité picturale en accord avec la grande valeur sculpturale qu'il présente.
Au centre se trouve la figure du Christ gisant, placé dans ce qui deviendra son cercueil. Les autres personnages l'embaument. Dans le coin à gauche, très près du spectateur, Joseph d'Arimathie montre avec beaucoup de pathos une épine de la couronne qui avait été plantée dans la tête du Christ. Dans le coin opposé se trouve Nicodème, qui semble dialoguer avec Marie-Madeleine. Sa main gauche repose sur une jarre et de sa main droite, il tient un tissu avec lequel il est censé nettoyer le corps du défunt. Derrière lui se tient Marie-Madeleine, qui se penche avec douleur et affection vers le corps en tenant le pot d'onguent dans sa main gauche. Au centre et derrière le gisant se trouve le groupe de Marie et Jean ; Marie se penche tristement vers son fils tandis que Jean vient affectueusement la consoler. Enfin, et derrière Joseph d'Arimathie, on peut voir la figure de Marie Salomé debout, tenant dans sa main droite un linge purificateur sur lequel est posée la couronne d'épines.